# Xenochrophis asperrimus
Espèce
Synonymes
- Tropidonotus asperrimus Boulenger, 1891

Xenochrophis asperrimus est une espèce de serpents de la famille des Natricidae. 

## Répartition
Cette espèce est endémique du Sri Lanka.

## Description
L'holotype de Xenochrophis asperrimus mesure 820 mm dont 210 mm pour la queue.

## Publication originale
- Boulenger, 1891 : Description of new oriental reptiles & batrachians. Annals and Magazine of Natural History, sér. 6, vol. 7, p. 279-283 (texte intégral).